# Annfield Stadium
Ne doit pas être confondu avec Anfield.
L'Annfield Stadium est un ancien stade de football construit en 1945 et fermé en 1993, et situé à Stirling.

## Histoire
Avant la Seconde Guerre mondiale, le club de la ville de Stirling était King's Park. Mais leur stade, le Forthbank Park (en), avait été détruit par un bombardement de la Luftwaffe et un groupe d'hommes d'affaires locaux, mené par Tom Ferguson, achète un nouveau terrain, Annfield Estate, et crée un nouveau club, Stirling Albion.
Les arbres, des chênes, sont défrichés et un terrain y est créé. L'ouverture officielle est célébrée le 1er août 1945 et le premier match s'y tient le 18 août 1945 pour une victoire 8-3 contre Edinburgh City. Dans les premiers temps, le club installe des camions-bennes pour que le public s'y installe en hauteur en attendant que des tribunes soient construites.
La première tribune est installée sur le côté est du terrain en 1946 tandis que la tribune ouest est construite au début des années 1950. Le record d'affluence est établi en 1959 pour un match de quarts-de-finale de Coupe d'Écosse contre le Celtic. Une toiture est installée au-dessus de la terrasse nord peu après et, en 1961, l'éclairage nocturne est inauguré par un match amical contre Birmingham City en novembre de cette année. Les vestiaires et les bureaux du club sont érigés dans la même période.
Le club, qui était propriétaire du stade, le vendit au council area de Stirling en 1981 pour 250 000 £, alors le club était au bord de la faillite. Le council area lui loua pour 3 000 £ par an. En avril 1984, le council area condamna une grande partie de la tribune est pour des raisons de sécurité et choisit d'installer une pelouse synthétique, ce que la Scottish Football League approuva en 1987.
Ainsi, le premier match de l'histoire du football en Écosse joué sur une pelouse synthétique se déroule à Annfield en septembre 1987, entre Stirling Albion et Ayr United. 
Le council area de Stirling fit des dépenses significatives dans les années 1980 dont 100 000 £ pour un nouvel éclairage et des portes d'accès en 1986 et 450 000 £ pour la pelouse synthétique. Toutefois, le council area de Stirling décide de vendre le stade, car les coûts d'entretien étaient trop élevés et fait construire le Forthbank Stadium. Annfield ferme officiellement le 31 mai 1993, après 48 années d'utilisation et a été démoli pour être remplacé par des logements. Le club joua alors une année à l'Ochilview Park avant d'emménager dans son nouveau stade.